# Автошлях Т 2406
Автошля́х Т 2406 — автомобільний шлях територіального значення у Черкаській області. Пролягає територією Уманського району через Буки — Маньківку — Подібну. Загальна довжина — 27,2 км.

## Маршрут
Автошлях проходить через такі населені пункти:
| Автошлях Т 2406   |        |
| Черкаська область |        |
| Уманський район   |        |
| Буки              | Т 2405 |
| Крачківка         |        |
| Іваньки           |        |
| Маньківка         | Т 2411 |
| Подібна           | E95М05 |

## Галерея

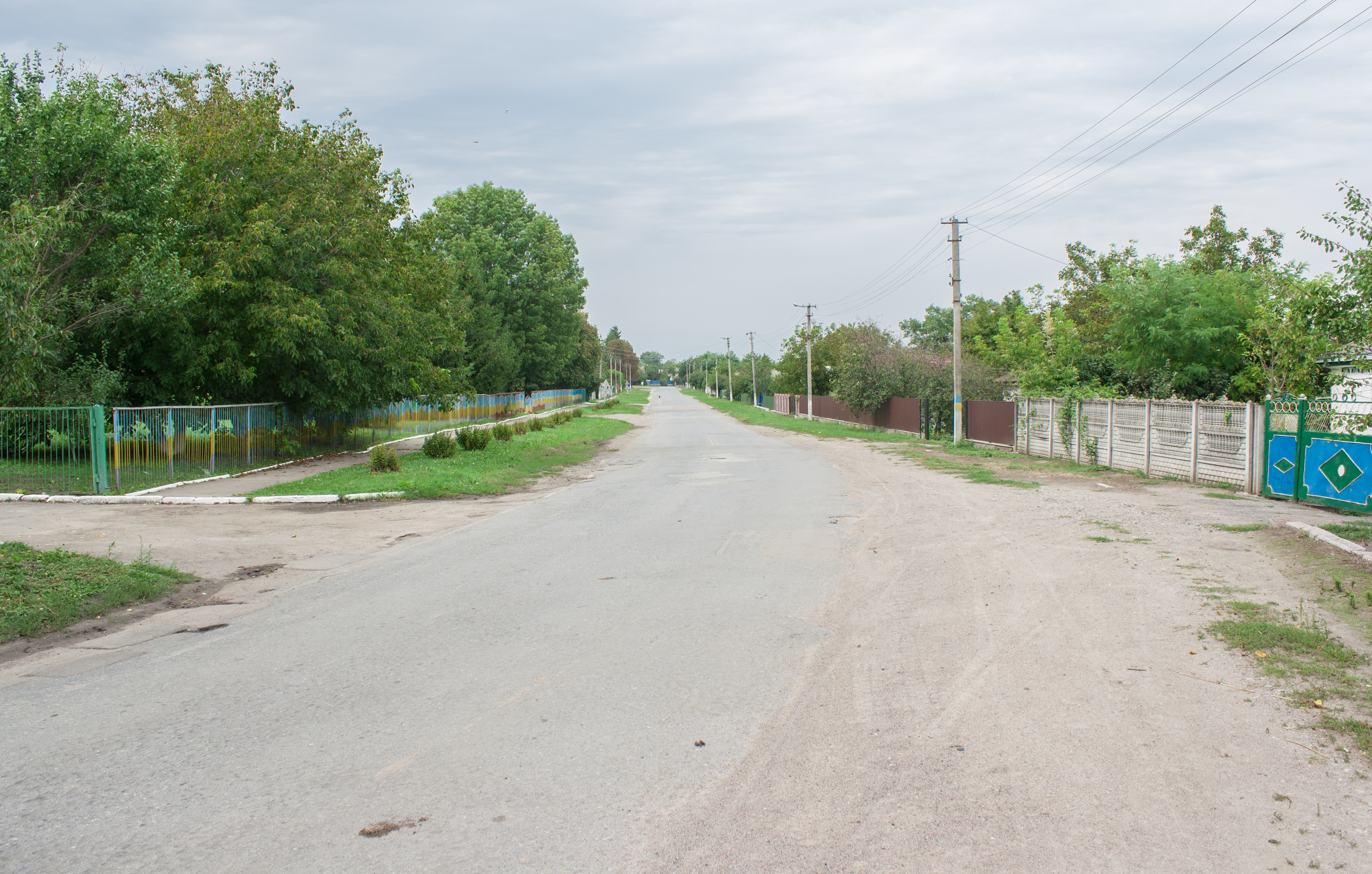
Автошлях в селі Крачківка
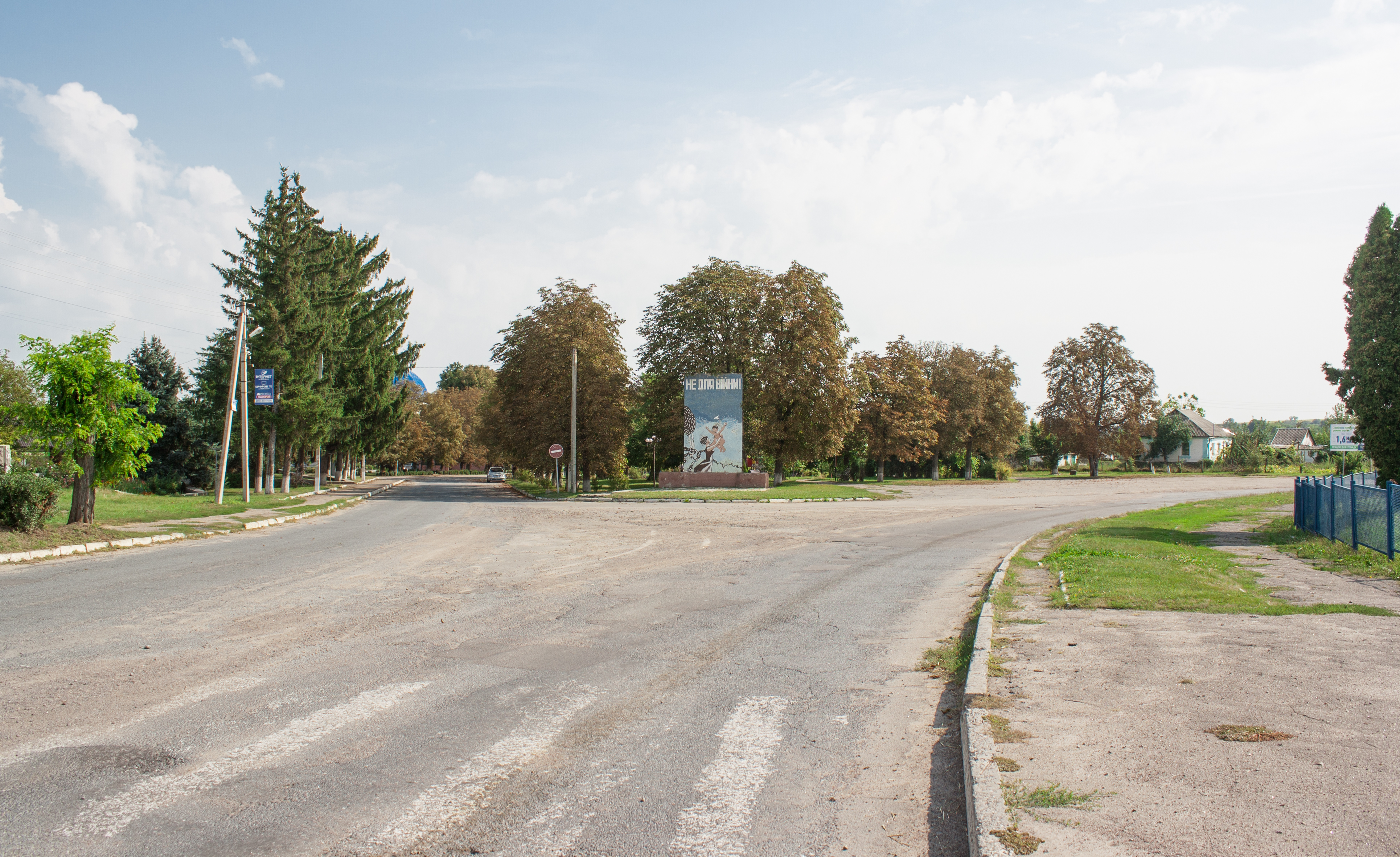
Автошлях в селі Іваньки
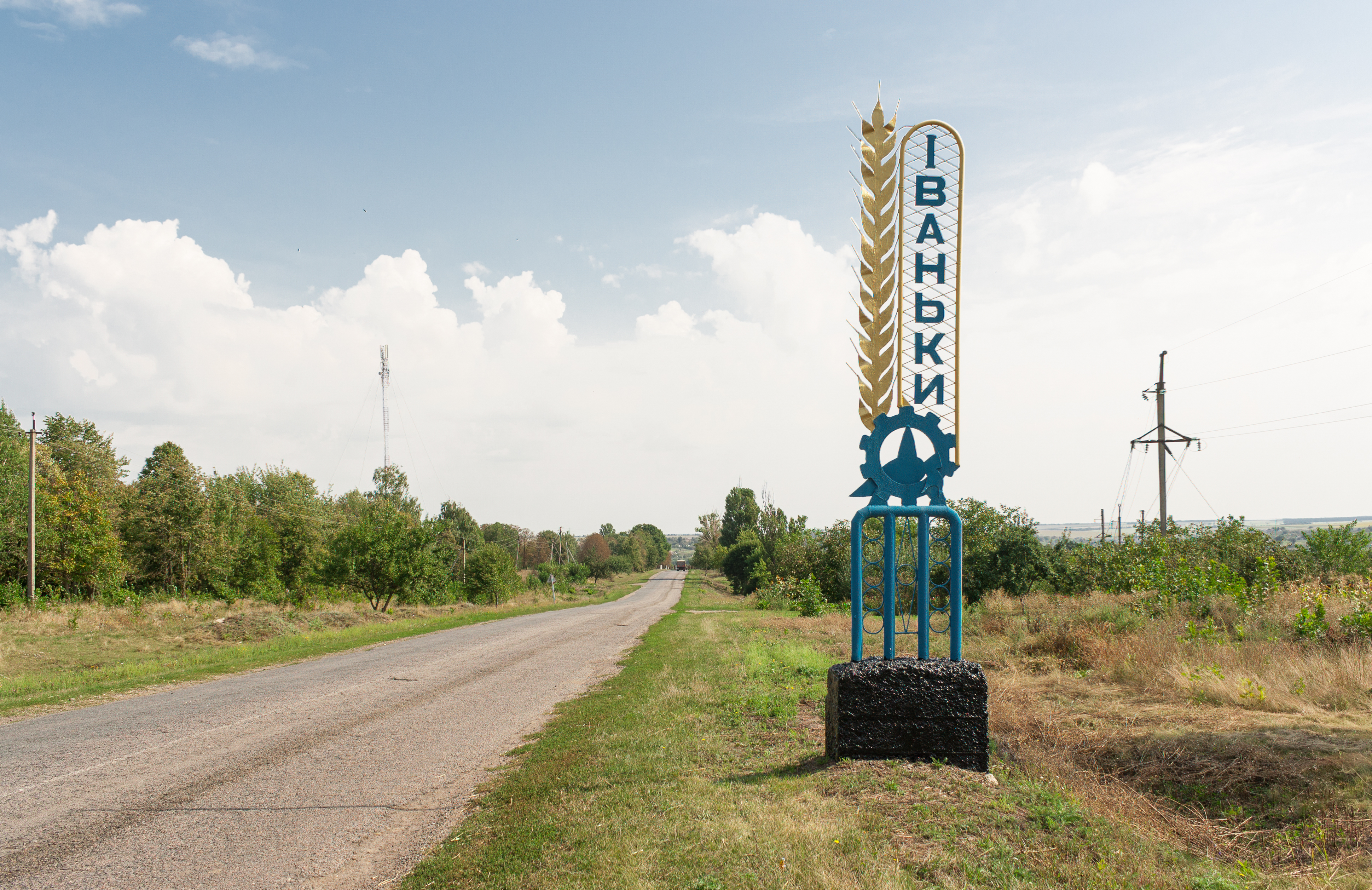
Автошлях при в'їзді в село Іваньки
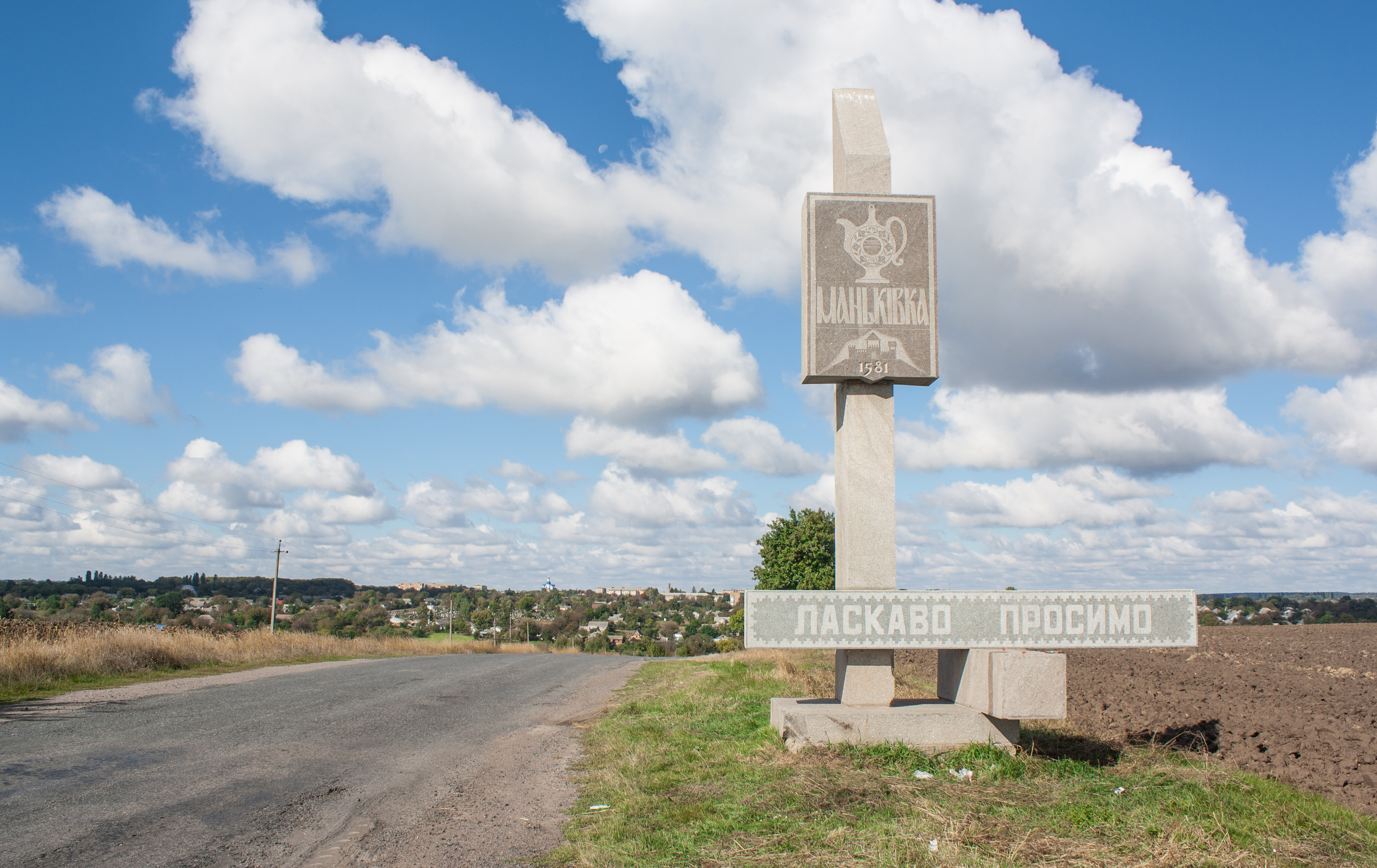
Автошлях при в'їзді в смт Маньківка
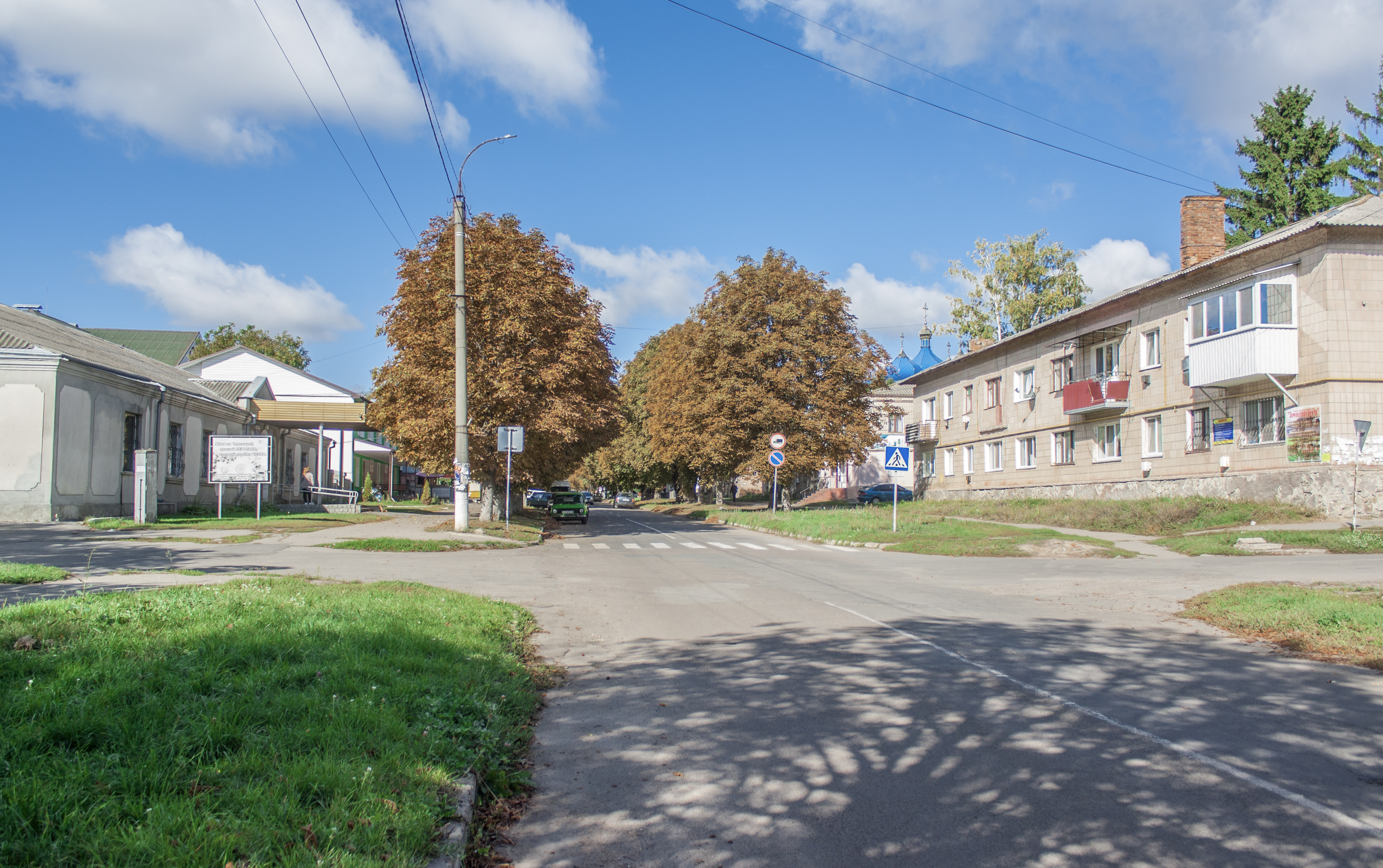
Автошлях в смт Маньківка